# Bīd Pārsī
Bīd Pārsī (persiska: بيد پارسی, Ḩabībābād) är en ort i Iran.   Den ligger i provinsen Khorasan, i den östra delen av landet, 800 km öster om huvudstaden Teheran. Bīd Pārsī ligger 1 296 meter över havet och antalet invånare är 282.
Terrängen runt Bīd Pārsī är huvudsakligen kuperad, men den allra närmaste omgivningen är platt. Runt Bīd Pārsī är det glesbefolkat, med 13 invånare per kvadratkilometer. Närmaste större samhälle är Kharadgerd, 18,9 km söder om Bīd Pārsī. Omgivningarna runt Bīd Pārsī är i huvudsak ett öppet busklandskap.